# هنفنفلد
هنفنفلد (به آلمانی: Henfenfeld) یک شهر در آلمان است که در نورنبرگر لاند واقع شده‌است.